# Hyccara
Hyccara ou Hykkara est un site archéologique de Sicile. 

## Description
Situé sur la côte nord de la Sicile à environ 20 km de Palerme, au nord de Montelepre, le site est connu pour être la ville natale de la courtisane Laïs.

## Histoire
En 415 av. J.-C., lors de la guerre du Péloponnèse, la ville est conquise par les Athéniens car elle est hostile à la ville de Ségeste, alliée d'Athènes. Les habitants sont réduits en esclavage. 
Il reste encore quelques ruines près de Carini.